# Cor Jong
Cor Jong (Den Helder, 1955) is een Nederlandse beeldhouwer.

## Leven en werk
Jong werd als beeldhouwer opgeleid aan de Vrije Academie, Den Haag. Zijn menselijke figuren worden tot de essentie teruggebracht door middel van een kubistische vormgeving.
Jong maakt op de plaats waar ooit in Gouda de Noodgodskapel had gestaan, een bronzen reliëf ter herinnering aan deze in 1381 gebouwde kapel aan de Westhaven van Gouda. De kapel stond aan de Westhaven en was vooral bedoeld voor varenslieden die langs Gouda voeren. In de kapel een afbeelding van Maria met het dode lichaam van Jezus (Nood Gods) op haar schoot. De kapel is rond 1576 afgebroken.

## Werken (selectie)
- Zonder titel (Noodgodskapel) - Gouda (1989)
- Zandruiter - Gouda (1983)
- Strijd - Reeuwijk (1983)
- Liefde en verdriet (Ook bekend onder de naam Wanhoop)[2] - Reeuwijk (1983)
- Tango - Reeuwijk (1982)
- Samenwerking - Woerden (1981)[3]

De serie Strijd, Wanhoop en Tango zijn in 1982/1983 geplaatst voor het Gemeentehuis van Reeuwijk. Het stadhuis verloor zijn functie en werd een zorgcentrum. De serie kreeg een nieuwe plaats en staat sinds 2010 in het plantsoen voor het zorgcentrum.

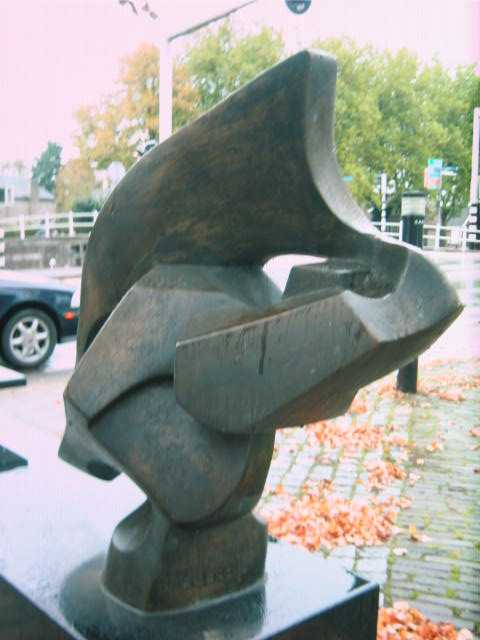
Tango (1)
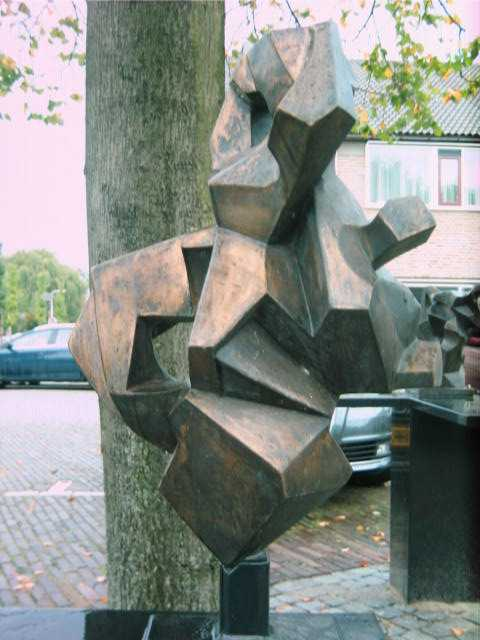
Tango (2)
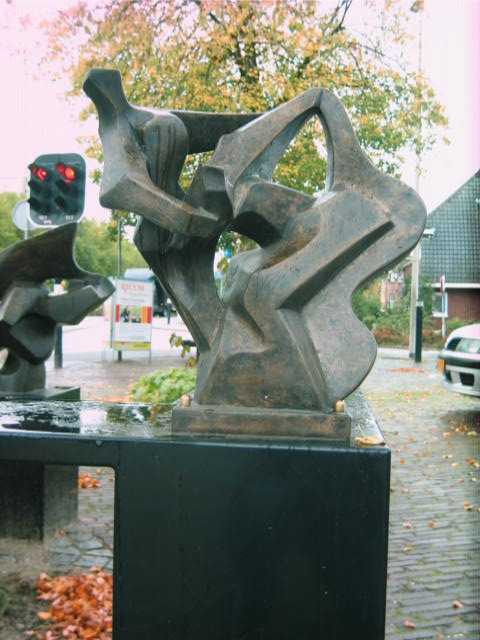
Tango (3)
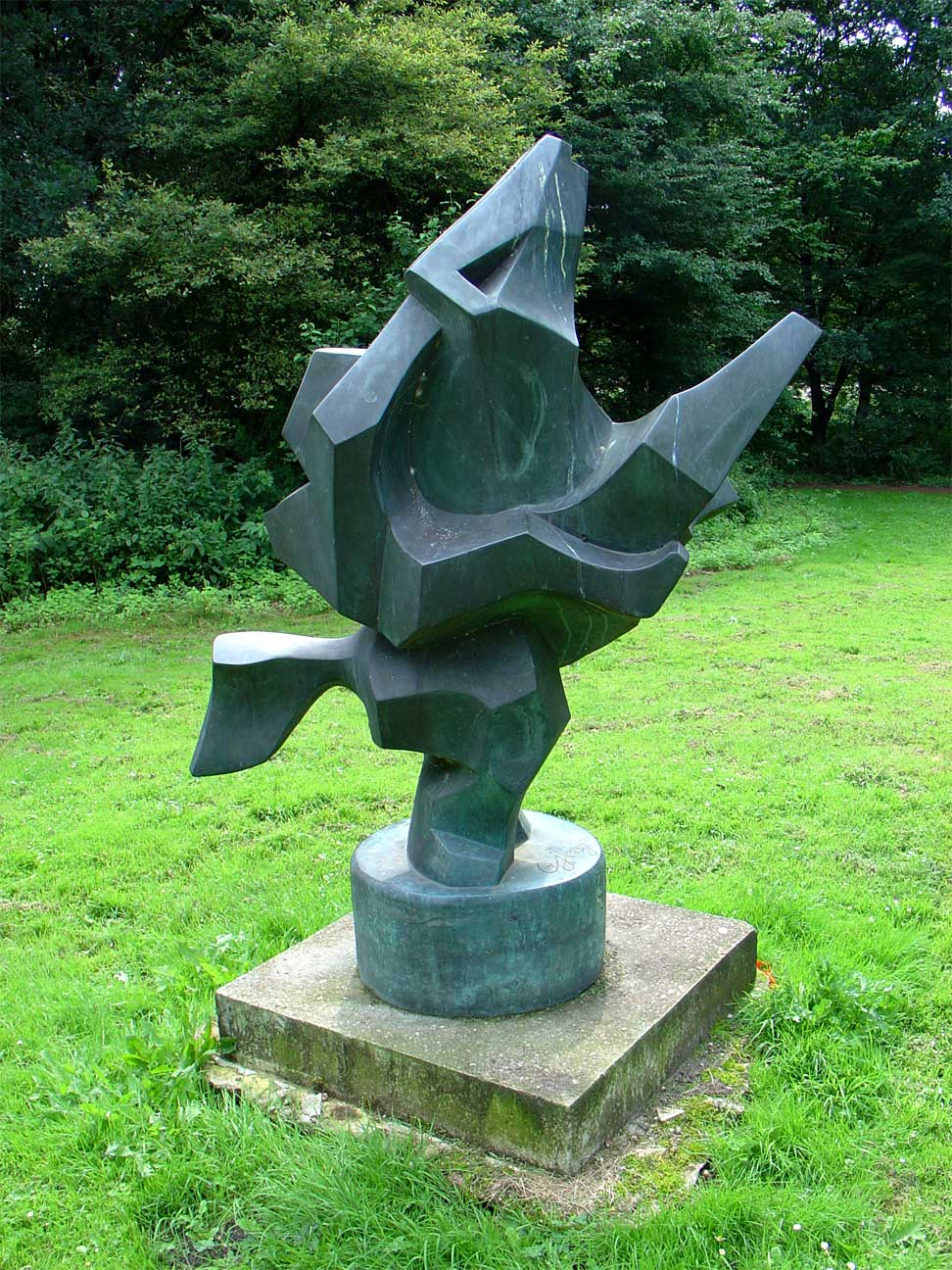
Zandruiter door Cor Jong Groenhovenpark te Gouda (1983)
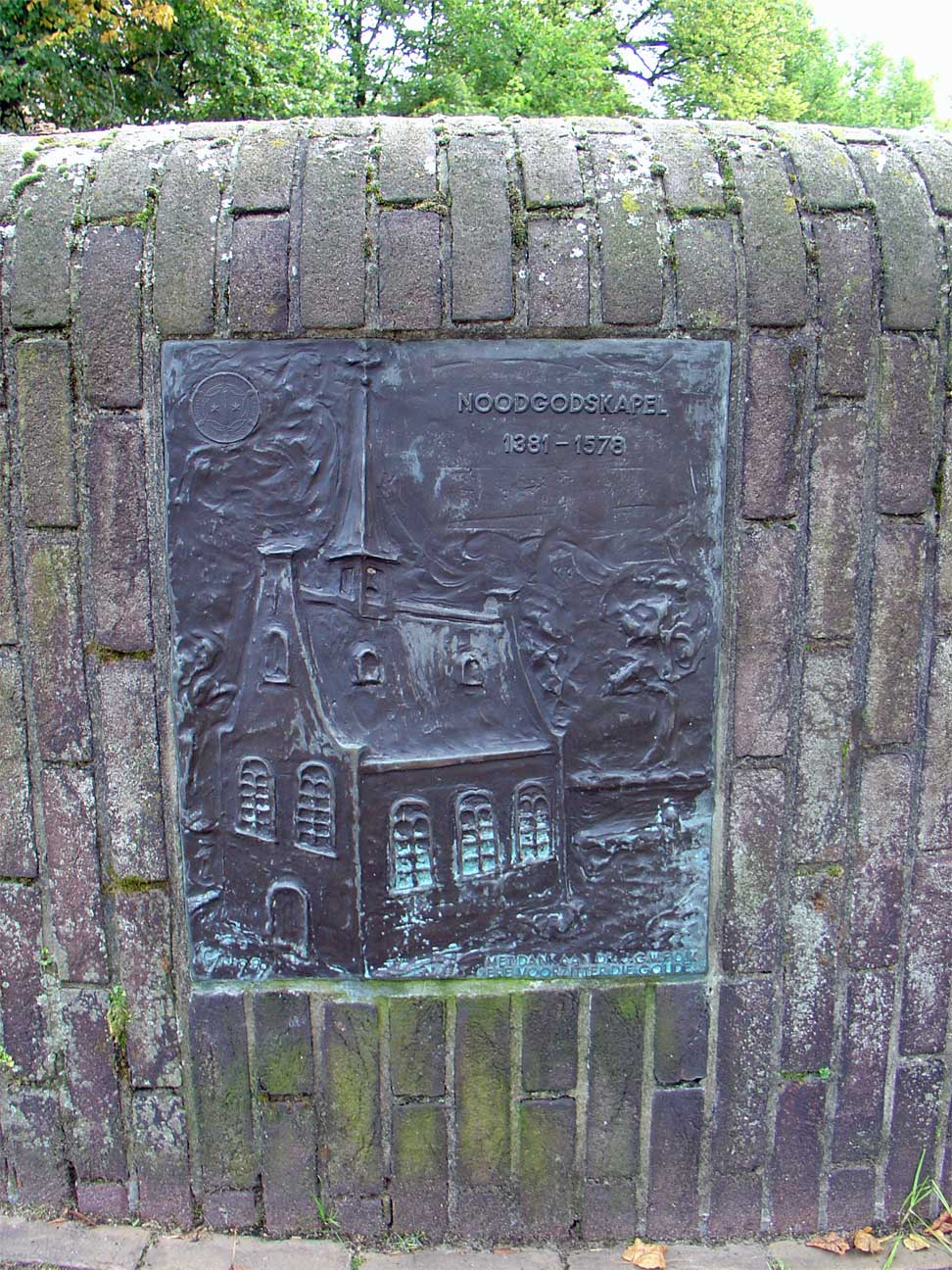
Reliëf Noodgodskapel